# Stroiești, Gorj
Stroiești este un sat în comuna Arcani din județul Gorj, Oltenia, România.

## Personalități
- Ion Rasoviceanu (1906 - 1967), general decorat

 Acest articol despre o localitate din județul Gorj este deocamdată un ciot. Puteți ajuta Wikipedia prin completarea lui.